# Gibasis linearis
Gibasis linearis là một loài thực vật có hoa trong họ Commelinaceae. Loài này được (Benth.) Rohweder mô tả khoa học đầu tiên năm 1956.